# Pimavanserina
Pimavanserina, es vendida bajo la marca Nuplazid, es un medicamento utilizado para tratar la psicosis en la enfermedad de Parkinson .  No se recomienda para psicosis porque puede causar la demencia .  Se toma por vía oral. 
Los efectos secundarios comunes incluyen hinchazón y confusión;  otros efectos secundarios pueden incluir la prolongación del intervalo QT .  No se recomienda su uso en personas con problemas hepáticos.  Es un antipsicótico atípico .  No está claro cómo funciona metabólicamente este medicamento, pero puede tener efectos sobre los receptores de serotonina . 
La pimavanserina fue aprobada para uso médico en los Estados Unidos en 2016.  No está aprobado en Europa ni en el Reino Unido a partir de 2021.  En Estados Unidos cuesta alrededor de 4200 dólares al mes a partir de 2021. 